# Aaron Klug
Sir Aaron Klug (11. srpna 1926 Želva, Litva – 20. listopadu 2018) byl britský biofyzik litevského původu. V roce 1982 obdržel Nobelovu cenu za chemii.

## Biografie
Ve věku dvou let se přestěhoval s rodiči do jihoafrického Durbanu, kde později studoval na Witwatersrandu v Johannesburgu a krystalografii na kapské univerzitě. Doktorát dokončil na Trinity College v Cambridge v roce 1953.
Při spolupráci s Rosalindou Franklinovou u profesora Johna Desmonda Bernala v Londýně se zajímal o výzkum virů a jejich struktury. Během 70. let využil metod rentgenové strukturní analýzy, mikroskopie a strukturální modelace k vývoji krystalografického elektronového mikroskopu.
V roce 1982 obdržel Nobelovu cenu za chemii.
V období 1986 až 1996 byl vedoucím Laboratory of Molecular Biology v Cambridge a roku 1988 byl povýšen do šlechtického stavu. Jako prezident Královské společnosti působil v letech 1995 až 2000.